# Scelio exophthalmus
Scelio exophthalmus (лат.) — вид наездников-сцелионид рода Scelio из подсемейства Scelioninae.

## Распространение
Африка: Камерун, Кот-д’Ивуар, Нигерия.

## Описание
Мелкие перепончатокрылые насекомые (длин тела от 3,32 до 3,91 мм). От всех видов без щечного киля отличается сочетанием наличия очень густой волосистой части щеки, выпуклого глаза, сетчатой скульптуры медиального Т3 и скульптурной переднеспинки. Основная окраска буровато-чёрная. Тело грубо скульптированное. Усики самок 12-члениковые, а у самцов 10-члениковые. Нижнечелюстные щупики состоят из 3 сегментов, а нижнегубные — 2-члениковые. Жвалы 2-зубые. Глаза неопушенные. Формула голенных шпор: 1-1-1. Предположительно, как и другие близкие виды, паразитоиды яиц саранчовых (Acrididae, Orthoptera). Вид был впервые описан в 2014 году американским энтомологом Мэттью Йодером (Matthew J. Yoder; Department of Entomology, Университет штата Огайо, Колумбус, Огайо, США) по материалам из Африки.